# Procuratori di San Marco

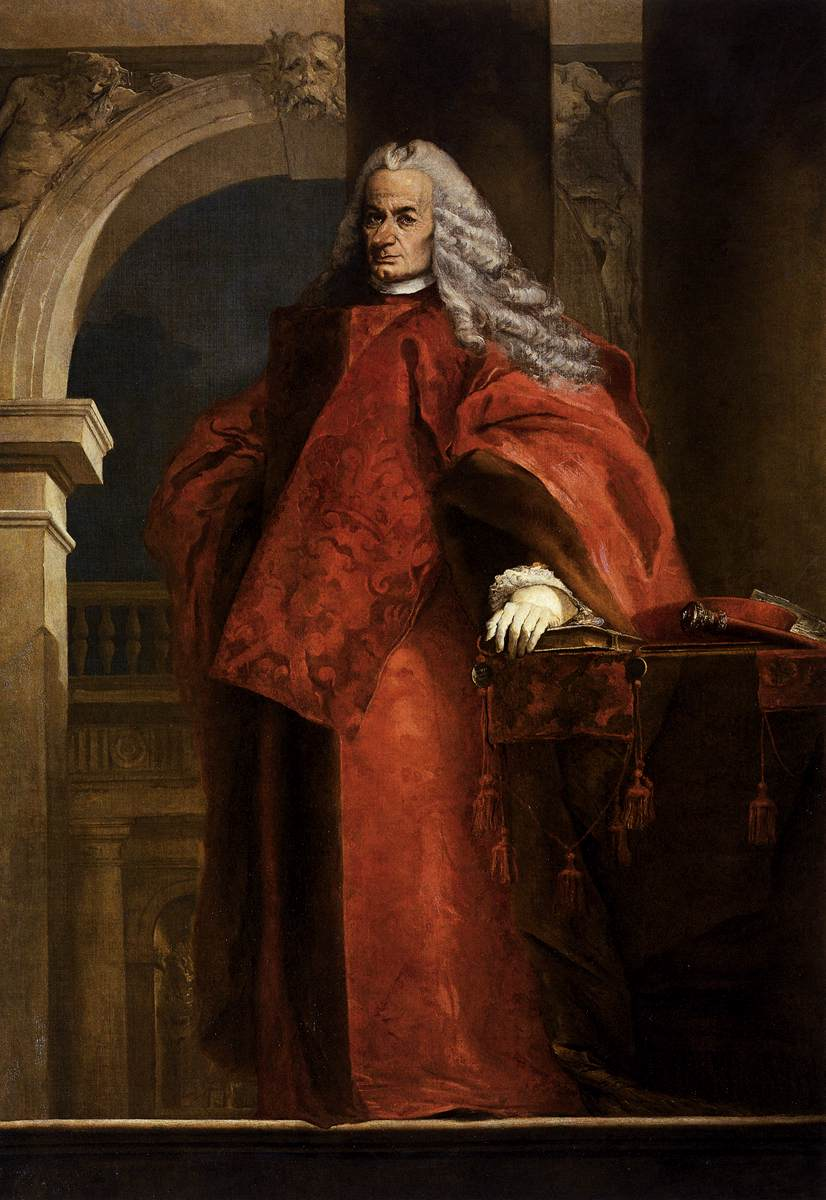
Giambattista Tiepolo, Ritratto di Daniele IV Dolfin, esempio di un procuratore di San Marco.

I Procuratori di San Marco erano la più prestigiosa carica vitalizia della Repubblica di Venezia, subito dopo il Doge.

## Storia

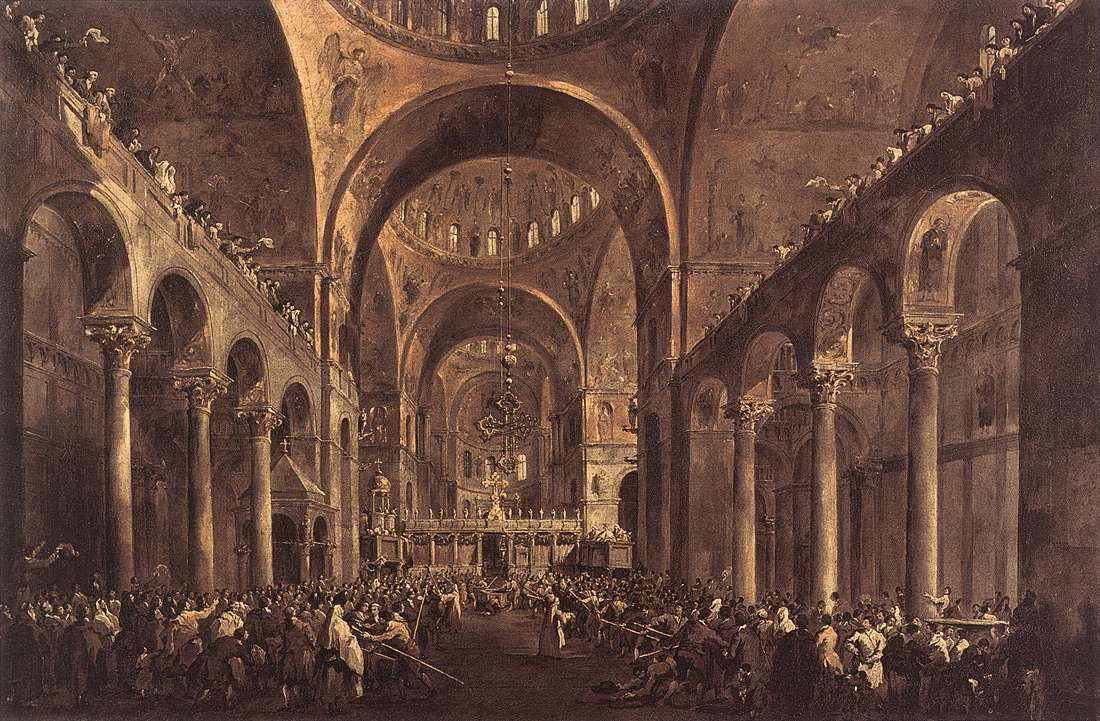
La basilica marciana in un dipinto del Guardi

Nominati sin dal IX secolo per curare la fabbrica e l'amministrazione dei territori della Basilica di San Marco, sparsi per tutto l'Oriente, nella persona di un solo procuratore nominato dal doge, nel 1231 divennero quattro e in seguito il loro numero crebbe sino a nove.
La nomina spettava al Maggior Consiglio quale supremo premio di una carriera brillante nell'amministrazione dello Stato e comportava essere membri di diritto del Senato o Consiglio dei Pregadi.
Dal 1269 i loro compiti furono ampliati alla tutela degli orfani e dei mentecatti e all'esecuzione dei testamenti, così ripartiti:
- i due Procuratori de supra (letteralmente di sopra o superiori), si occupavano dell'amministrazione della basilica marciana;
- i due Procuratori de citra (letteralmente al di qua, inteso rispetto al Canal Grande), si occupavano delle incombenze caritatevoli e testamentarie per i sestieri di San Marco, Castello e Cannaregio;
- i due Procuratori de ultra (letteralmente al di là sempre del canale considerando di trovarsi a San Marco), si occupavano invece di quelle per i sestieri di Dorsoduro, Santa Croce e San Polo.

Quale residenza loro e dei loro uffici furono erette in Piazza San Marco le due ali delle Procuratie, i maestosi edifici che racchiudono la piazza.
L'istituto procuratorio è sopravvissuto alla caduta della Repubblica di Venezia nel 1797 ed esiste ancora a Venezia, continuando ad occuparsi dell'amministrazione del Patrimonio di San Marco della basilica stessa per conto del Patriarcato di Venezia con il nome di Procuratoria di San Marco, riconosciuto con Regio Decreto del 9 luglio 1931 alla Fabbriceria della basilica cattedrale di San Marco.
Si compone di sette procuratori, il cui presidente ha il titolo di Primo Procuratore di San Marco: ad essi spetta la nomina del Proto di San Marco, cioè dell'ingegnere o architetto cui è affidata la direzione tecnica della conservazione degli edifici e delle loro singole, in conformità alle esigenze del culto e alle disposizioni dell'autorità ecclesiastica, coadiuvato in questo da un ufficio composto di un ingegnere, due architetti e un geometra. L'attuale Proto è l'architetto Mario Piana. Da esso dipendono:
- lo Studio di mosaico, responsabile della conservazione e del restauro delle decorazioni musive nell'antica tradizione tipicamente marciana;
- la Fabbriceria, responsabile dei lavori di restauro e manutenzione degli immobili e dei beni mobili della fabbrica cattedrale.

Dalla Procuratoria dipende tutto il personale amministrativo, di custodia e vigilanza della basilica.
Dal 2024 il Primo Procuratore di San Marco è l'Avv. Bruno Barel.